# Olexandr Litvinenko
Olexandr Litvinenko (ukrainien : Литвиненко Олександр Валерійович), né le 27 avril 1972 à Kiev, en République socialiste soviétique d'Ukraine, (URSS), est un général ukrainien, il est le secrétaire du Conseil de défense et de sécurité nationale d'Ukraine.

## Biographie
Il a fait des études de mathématicien à l'école Dzerjinski du FSB en Russie à partir de 1989 puis une spécialisation en droit à l'Université nationale Taras-Chevtchenko de Kiev, diplômé en 2009.
Du 4 avril 2014 au 13 août 2019 il est secrétaire adjoint du Conseil de défense et de sécurité nationale d'Ukraine.
Du 13 août 2019 au 23 juillet 2021 il est directeur de l'Institut national d'études stratégiques.
Le 23 juillet 2021, il est nommé à la tête du Service de renseignement extérieur et le 27 juillet 2021, membre du Conseil de défense et de sécurité nationale d'Ukraine.
Par décret présidentiel du 26 mars 2024 il prend devient secrétaire du Conseil de défense et de sécurité nationale d'Ukraine,.